# Joan Rhodes
Joan Rhodes (* 13. April 1921 in London, England, als Josie Terena; † 30. Mai 2010 ebenda) war eine britische Zirkusartistin.

## Leben
Rhodes war in den 1960er Jahren in Variété und Kabarett als "stärkste Frau" (Steel woman) tätig. Sie konnte Eisenstangen verbiegen, große Nägel mit einer Hand zerbrechen, 1000-seitige Telefonbücher zerreißen, Autos (mit Insassen) anheben und Autos mit bloßen Händen in ihre Einzelteile zerlegen.
Ab den 1970er Jahren stand sie auch als Schauspielerin vor der Kamera.